# پورت‌اسنپ
در سیستم‌عامل فری‌بی‌اس‌دی، پورت‌اسنپ (به انگلیسی: portsnap) برنامه‌ای است که به کمک آن می‌توان یک تصویر لحظه‌ای (به انگلیسی: snapshot) از درخت پورت‌های فری‌بی‌اس‌دی را به صورتی امن، فشرده شده و امضا شده دریافت کرد.  از نسخه فری‌بی‌اس‌دی ۵٫۵ به بعد، پورت‌اسنپ به صورت پیش‌فرض در فری‌بی‌اس‌دی قرار داده شد. در نسخه‌های قدیمی این سیستم‌عامل، کاربران می‌بایست این برنامه را از درخت پورت‌ها نصب می‌کردند. پورت‌اسنپ در اولین اجرا، درخت پورت‌ها را به طور کامل دریافت می‌کند اما در دفعات بعدی فقط قسمت‌هایی که تغییر کرده‌اند دریافت خواند شد که این کار باعث بالا رفتن سرعت و کاهش مصرف پهنای باند می‌شود. برنامه پورت‌اسنپ هم می‌تواند به صورت مستقیم توسط کاربر از طریق خط فرمان اجرا شود و هم می‌توان آن را به صورت خودکار از طریق کرون اجرا کرد تا به صورت دوره‌ای درخت پورتها بروز شود. مزایای استفاده از پورت‌اسنپ برای دریافت و بروزرسانی درخت پورتها نسبت به دیگر روشها مانند سابورژن این است که:
- پورت‌اسنپ اطلاعات را به صورت امن و رمزنگاری شده منتقل می‌کند. اطلاعات توسط یک کلید رمزنگاری شده‌اند که باعث جلوگیری از حمله مرد میانی می‌شود.
- نیازی به نصب برنامه اضافه نیست چون پورت‌اسنپ به صورت پیش‌فرض در فری‌بی‌اس‌دی قرار دارد.
- پورت‌اسنپ از پروتکل HTTP استفاده می‌کند. (برخلاف cvsup که از یک پروتکل سفارشی شده استفاده می‌کند.)

برنامه پورت‌اسنپ توسط کولین پرسیوال نوشته شده و تحت پروانه بی‌اس‌دی منتشر می‌شود.